# Kuriany (przystanek kolejowy)
Kuriany – przystanek osobowy, wcześniej stacja kolejowa, położona w miejscowości Sobolewo na linii kolejowej nr 37, w województwie podlaskim, w Polsce.

## Ruch pasażerski
| Rok  | Wymiana pasażerska na dobę |
| ---- | -------------------------- |
| 2017 | 0-9                        |
| 2022 | 0-9                        |

W latach 1910–1936 i 1939-1946 pod nazwą Kurjany, jako Kuriany w latach 1937–1939 i od roku 1947. 2 kwietnia 2000 roku nastąpiło zamknięcie ruchu pasażerskiego. Ponownie otwarty dla ruchu 2 lipca 2016 roku, kiedy reaktywowano połączenia Białystok-Waliły. Pociągi kursują w okresie wiosenno-jesiennym, począwszy od lipca 2016 roku.
9 stycznia 2011 zatrzymał się tu pociąg specjalny relacji Białystok-Waliły w ramach finału Wielkiej Orkiestry Świątecznej Pomocy. W kolejnych latach pociągi specjalnie nie zatrzymywały się na tym przystanku.
Przed ponownym uruchomieniem ruchu pasażerskiego pod koniec czerwca 2016 roku uzupełniono wskaźniki, pojawiła się nowa tablica z nazwą punktu eksploatacyjnego, rozkładem jazdy oraz danymi handlowymi przewoźnika. W 2018 roku ustawiono gablotę.
Wcześniej stacja obsługiwana była przez dwa okręgi nastawcze (K, K1) wyposażone w sygnalizację kształtową i urządzenia kluczowe ręczne. Wokół przystanku znajdują się pozostałości dawnej infrastruktury stacyjnej, m.in. fragment rampy czołowo-bocznej z okresu drugiej wojny światowej.
W 1961 roku kręcono tu film wojenny Ludzie z pociągu w reżyserii Kazimierza Kutza, stacja w filmie występuje pod nazwą Korjany.

## Otoczenie
Przystanek położony jest we wschodniej części wsi Sobolewo, pomiędzy ulicami Podleśną, Jelenią i Bobrowską. Bezpośredni dojazd od drogi krajowej nr 65 stanowi ulica Podleśna. Najbliższy przystanek autobusowy komunikacji regionalnej Sobolewo/Kol. Grabówka znajduje się ponad 2 km od przystanku osobowego Kuriany, natomiast najbliższy przystanek Białostockiej Komunikacji Miejskiej Henrykowo Pętla (linia nr 105) oddalony jest o 2,5 km.

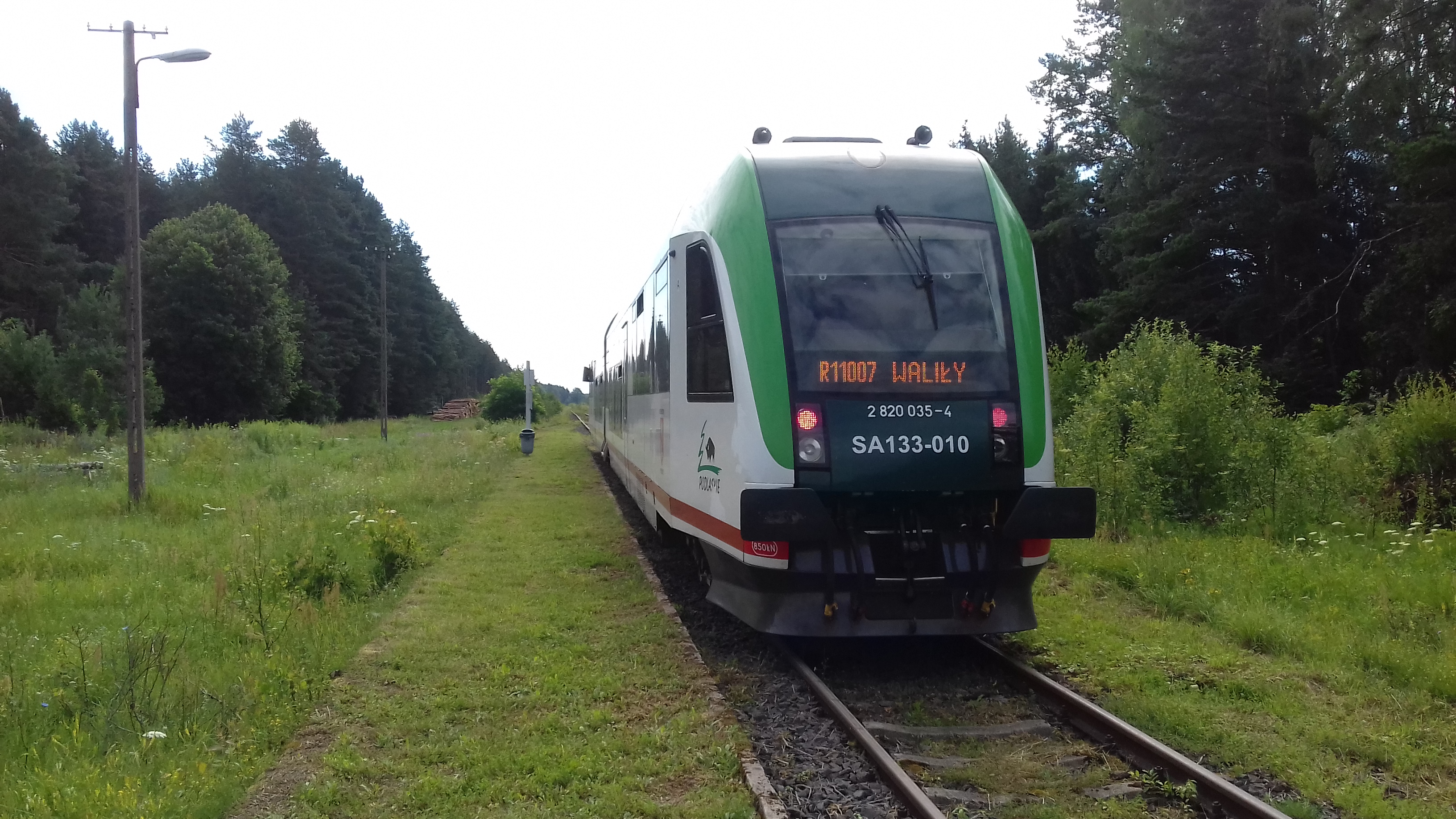
Pociąg REGIO rel. Białystok-Waliły stoi przy peronie przystanku osobowego Kuriany.